# Слотюк Арсен Борисович
Арсен Борисович Слотюк (нар. 28 грудня 1993, Тернопіль, Україна) — український футболіст, захисник.

## Життєпис
Футбольну кар'єру розпочав 2010 року в аматорському клубі «Топільче», у футболці якого зіграв 3 матчі. Наступного року перейшов до «Ланівців» з чемпіонату Тернопільської області, у футболці якого виступав до 2013 року. У 2014 році виступав за «Полонне» в чемпіонаті Хмельницької області, а наступного року в старокостянтинівський «Случ» з обласного чемпіонату.
У 2016 році приєднався до «Агробізнеса». Спочатку грав за волочиський клуб в аматорському чемпіонаті України. На професіональному рівні дебютував 9 липня 2017 року в переможному (5:3, серія післяматчевих пенальті) поєдинку 1-го попереднього раунду кубку України проти «Тернополя». Арсен вийшов на поле в стартовому складі та відіграв увесь матч. У Другій лізі України дебютував 14 липня 2017 року в переможному (5:2) виїзному поєдинку 1-го туру групи «А» проти франківського «Прикарпаття». Слотюк вийшов на поле в стартовому складі та відіграв увесь матч. Дебютним голом за волочиську команду відзначився 1 жовтня 2017 року на 84-й хвилині переможного (4:0) домашнього поєдинку групи А Другої ліги проти білоцерківського «Арсеналу-Київщина». Арсен вийшов на поле в стартовому складі та відіграв увесь матч. За підсумками сезону 2017/18 років разом з «Агробізнесом» став переможцем Другої ліги чемпіонату України. Наприкінці листопада 2021 року покинув волочиський клуб.

## Досягнення
«Агробізнес» (Волочиськ)
- Друга ліга чемпіонату України
  -  Чемпіон (1): 2017/18